# 위스콘신 의과 대학
위스콘신 의과 대학 또는 위스콘신 칼리지 오브 위스콘신(Medical College of Wisconsin, MCW)은 미국 위스콘신주 밀워키에 위치한 사립 의과대학, 약학대학이다. 이 학교는 1893년 설립되었으며 위스콘신 동부 최대의 연구 센터이다. 그린베이에 한 곳, 와우소우에 한 곳, 이렇게 2개의 캠퍼스가 추가로 있다.